# Empis peregrina
Empis peregrina är en tvåvingeart som först beskrevs av Axel Leonard Melander 1902.  Empis peregrina ingår i släktet Empis och familjen dansflugor.
Artens utbredningsområde är New Mexico. Inga underarter finns listade i Catalogue of Life.